# Jichișu de Sus
Jichișu de Sus – wieś w Rumunii, w okręgu Kluż, w gminie Jichișu de Jos. W 2011 roku liczyła 236 mieszkańców.